# Saint-Claude (Jura)
Saint-Claude é uma comuna francesa na região administrativa de Borgonha-Franco-Condado (em francês, Bourgogne-Franche-Comté), no departamento de Jura. Estende-se por uma área de 36,67 km². Em 2010 a comuna tinha 9 345 habitantes (densidade: 254,8 hab./km²).